# Teoría causal de la referencia
Una teoría causal de la referencia es aquella que explica cómo los términos adquieren un referente determinado. Estas teorías han sido utilizadas para describir la referencia de todo tipo de términos, en especial de los nombres comunes y las clases naturales. En el caso de los nombres, por ejemplo, una teoría causal de la referencia sostiene generalmente lo siguiente:
- Lo que un nombre refiere es fijado por el acto de nombrar originalmente un objeto (también llamado por Saul Kripke "bautismo inicial"), de modo tal que el nombre se convierte en designador rígido de ese objeto.
- Los usos posteriores del nombre consiguen referenciar a la referencia gracias a estar enlazados a ese acto inicial mediante una cadena causal.

Versiones más suaves de esta postura (quizá no llamadas teorías causales), establecen que, en muchos casos, los eventos en la historia causal del uso que un hablante hace del término, incluyendo cómo lo ha adquirido, deben ser considerados para asignar correctamente referencias a sus palabras.
Las teorías causales se hicieron famosas durante los 70, bajo la influencia de las obras de Kripke y Keith Donnellan. Kripke y Hilary Putnam también defendieron una postura análoga en lo que se refiere a los términos de clases naturales.
Según esta teoría las referencias de los términos que significan clases naturales son fijadas por "expertos" en el campo particular de la ciencia al que pertenecen. Así, por ejemplo, lo referenciado por el término "animal" es fijado por la comunidad de zoólogos, la referencia del término "berza" es fijada por la comunidad de botánicos y la referencia del término "ácidos" es fijada por los químicos. 
Estas referencias rígidas, Kripke, son usadas por la comunidad lingüística. Sin embargo, la referencia del lenguaje natural no tiene siempre por qué coincidir con la referencia científica, aunque lo normal es que guarden un "aire de familia".
- Datos: Q5054575